# Urs Huber
Urs Huber (12 augustus 1985) is een Zwitserse mountainbiker. Hij rijdt uitsluitend marathonwedstrijden.

## Overwinningen

### Marathon
2008
- Dolomiti Superbike
- Iron Bike Race

2009
- 1e en 8e etappe Crocodile Trophy
- Eindklassement Crocodile Trophy

2010
- Dolomiti Superbike
- 1e en 10e etappe Crocodile Trophy
- Eindklassement Crocodile Trophy

2011
- Zwitsers kampioen
- 1e, 4e, 5e en 6e etappe Transalp Challenge
- Eindklassement Transalp Challenge
- Dolomiti Superbike
- 1e en 2e etappe Crocodile Trophy

2013
- 3e etappe Cape Epic
- Grand Raid
- Ornans

2014
- Eindklassement Tankwa Trek
- Sabie